# Eremogone tetrasticha
Eremogone tetrasticha är en nejlikväxtart som först beskrevs av Pierre Edmond Boissier, och fick sitt nu gällande namn av S. Ikonnikov. Eremogone tetrasticha ingår i släktet Eremogone och familjen nejlikväxter. Inga underarter finns listade i Catalogue of Life.